# Шехеразада (Римський-Корсаков)
Симфонічна сюїта «Шехераза́да» (рос. Шехераза́да) тв. 35 — музичний твір композитора Миколи Римського-Корсакова. Написаний 1888 року. «Шехеразада» вважається одним з найкращих симфонічних творів композитора.

## Музика
Римський-Корсаков створив «Шехеразаду» під враженням арабських казок «Тисячі і однієї ночі». Твір входить у рамки та традиції «Сходу» в російській музиці, що йдуть від «Руслана і Людмили» Михайла Глінки. Завдяки східного колориту, створеному за допомогою цитування східних мелодій, тим у східному дусі, імітації звучання східних інструментів і тонів «Шехеразада» за своєю формою та стилем — симфонічна сюїта, тобто циклічний музичний твір з кількох частин, написаний для симфонічного оркестру. Крім того, форма «Шехеразади» як сюїти обумовлена тим, що композитор у процесі роботи над нею створював частини музичного твору, кожна з яких мала власний програмний характер і власну назву. Але надалі «Шехеразада» як сюїта в цілому набувала характеру симфонії. В результаті, Римський-Корсаков пише єдину спільну програму симфонічної сюїти «Шехеразада», прибравши власні назви частин симфонічної сюїти і зробивши останні номерними.

### Форма
«Шехеразада» за формою є симфонічною сюїтою, тобто багаточастинним твором, написаним для симфонічного оркестру. Кожна частина має власну програму та відповідну назву.
Складається з 4 частин:
- 1. Море і Синдбадів корабель
- 2. Розповідь царевича Календера
- 3. Царевич і царівна
- 4. Свято в Багдаді. Море. Корабель, що розбивається об скелю з мідяним вершником

## Обробки
«Шехеразада» — один із найпопулярніших творів Римського-Корсакова. Її музичний матеріал неодноразово використовували як основу для нових композицій у сфері як академічної, так і естрадної музики.
- 1910 року М. Фокін поставив балет «Шехеразада» на музику Римського-Корсакова. Автор лібрето, костюмів та декорацій — Леон Бакст.
- Англійська рок-група «Deep Purple» обробила першу частину «Шехеразади» як електроорганну композицію («Medley: Prelude to Happiness»), соло на органі виконав Джон Лорд. Композиція увійшла до альбому 1968 року «Shades of Deep Purple».
- Обробка сюїти входить до альбому «Konvergencie» 1971 року словацької групи «Collegium Musicum».
- 2005 року духовий оркестр Мерліна Патерсона (Г'юстон, Техас, США) створив обробку «Шехеразади» для духових інструментів.
- Трубач Волтер Мейнард Ферґюсон створив джазовий твір «Scheherazade» для труби соло та естрадно-симфонічного оркестру в основу якого були покладені деякі теми з оригінальної сюїти Римсткого-Корсакова.[1]